# Jean Persil
Pour les articles homonymes, voir Persil (homonymie).
 (février 2025).
La mise en forme du texte ne suit pas les recommandations de Wikipédia : il faut le « wikifier ».
Les points d'amélioration suivants sont les cas les plus fréquents :
- Les titres sont pré-formatés par le logiciel. Ils ne sont ni en capitales, ni en gras.
- Le texte ne doit pas être écrit en capitales (les noms de famille non plus), ni en gras, ni en italique, ni en « petit »…
- Le gras n'est utilisé que pour surligner le titre de l'article dans l'introduction, une seule fois.
- L'italique est rarement utilisé : mots en langue étrangère, titres d'œuvres, noms de bateaux, etc.
- Les citations ne sont pas en italique mais en corps de texte normal. Elles sont entourées par des guillemets français : « et ».
- Les listes à puces sont à éviter, des paragraphes rédigés étant largement préférés. Les tableaux sont à réserver à la présentation de données structurées (résultats, etc.).
- Les appels de note de bas de page (petits chiffres en exposant, introduits par l'outil «  Source ») sont à placer entre la fin de phrase et le point final[comme ça].
- Les liens internes (vers d'autres articles de Wikipédia) sont à choisir avec parcimonie. Créez des liens vers des articles approfondissant le sujet. Les termes génériques sans rapport avec le sujet sont à éviter, ainsi que les répétitions de liens vers un même terme.
- Les liens externes sont à placer uniquement dans une section « Liens externes », à la fin de l'article. Ces liens sont à choisir avec parcimonie suivant les règles définies. Si un lien sert de source à l'article, son insertion dans le texte est à faire par les notes de bas de page.
- La présentation des références doit suivre les conventions bibliographiques. Il est recommandé d'utiliser les modèles {{Ouvrage}}, {{Chapitre}}, {{Article}}, {{Lien web}} et/ou {{Bibliographie}}. Le mode d'édition visuel peut mettre en forme automatiquement les références.
- Insérer une infobox (cadre d'informations à droite) n'est pas obligatoire pour parachever la mise en page.

Pour une aide détaillée, merci de consulter Aide:Wikification.
Si vous pensez que ces points ont été résolus, vous pouvez retirer ce bandeau et améliorer la mise en forme d'un autre article.
 (janvier 2025).
Si vous disposez d'ouvrages ou d'articles de référence ou si vous connaissez des sites web de qualité traitant du thème abordé ici, merci de compléter l'article en donnant les références utiles à sa vérifiabilité et en les liant à la section « Notes et références ».
Jean Persil, né le 29 janvier 1994 à Toulouse, est un chef de chœur français. Il est le principal fondateur de la Schola Cantorum de la basilique Saint Sernin dont il est l'actuel directeur artistique.

## Parcours
Passionné par le piano, il intègre le conservatoire de Toulouse dès l’âge de six ans où il est l’élève de Daniel Beau puis d’Irène Blondel. Il y étudie aussi le solfège, l’analyse musicale et la musique de chambre.
Par la suite, Jean Persil pratique l’orgue en autodidacte pendant plusieurs années à l’église Saint Pierre de Blagnac puis approfondit sa formation à la basilique Saint-Sernin de Toulouse. En 2020, avec l’aide de ses amis et maîtres, les organistes Jean Claude Guidarini et Michel Bouvard, Jean créé la Schola Cantorum de la Basilique Saint Sernin. Ce projet musical a pour ambition de remettre à l’honneur les plus grands compositeurs de musique sacrée,. Dans cette optique, il se formera à la direction de chœur auprès de Rolandas Muleika.
Jean Persil est producteur et animateur de l’émission de radio « Point d’Orgue » sur Radio Présence et KTO radio.

## Discographie
- Requiem

Œuvres de Gabriel Fauré et César Franck.
Pièces diverses
Direction : Jean Persil
Schola Cantorum de la basilique Saint-Sernin
Emmanuel Pélaprat au grand orgue Cavaillé-Coll de la basilique Saint-Sernin